# Джовани Легренци
Вижте пояснителната страница за други личности с името Джовани.
Джовани Легренци (лат. Giovanni Legrenzi, роден в Клузоне, Италия, покръстен на 12 август 1626 г., починал на 27 май 1690 г. във Венеция, Италия) е италиански бароков композитор и органист, принадлежащ към втората венецианска школа. Един от най-видните композитори във Венеция от края на 17 век, оказал голямо влияние върху развитието на идиомите на късния барок в Северна Италия. В своята оркестровка отдава предпочитание на струнната група.

## Биография
Роден е в Клузоне, близо до Бергамо. Покръстен е на 12 август 1626 г. Легренци прави първите си стъпки в музиката с помощта на своя баща, който е цигулар и композитор. Изявява се като органист в църквата „Санта Мария Маджоре“ от 1645 до 1656 г. През 1656 г. отива във Ферара, където е капелмайстор в Академия дело Спирито Санто до 1665 г. Сведенията за живота му от 1665 до 1681 г. са оскъдни. Отказват му работа във Виена, Милано, Парма, Болоня, Венеция и др. Той самият отказва предложения за работа в Модена и Бергамо.
През 1681 г. е назначен за втори капелмайстор в базиликата „Сан Марко“ във Венеция, а през 1685 г. става главен капелмайстор. Сред неговите ученици са Антонио Вивалди, Антонио Лоти, Франческо Гаспарини и Джовани Варискино.
Легренци твори в много от жанровете, които са актуални в Северна Италия в края на 17 век. Композира оперна и камерна музика, автор е на вариации на инструментална музика и на църковна музика (меси, мотети, кантати, трио сонати и др.).

## Опери
Джовани Легренци е автор на следните опери, изписани с оригиналното си название:
- „L'achille in Sciro“ (1663)
- „Adone in Cipro“ (1676)
- „Anarchia dell' imperio“ (1683)
- „Antioco il Grande“ (1681)
- „Il Creso“ (1681)
- „Il divisione del mondo“ (1675)
- „Il due Cesari“ (1683)
- „Eteocle e Polinice“ (1675)
- „Germanico sul Reno“ (1676)
- „Giustino“ (1683)
- „Ifianassa e Melampo“ (1685)
- „Lisimaco riamato da Alexandro“ (1682)
- „Nino, il Giusto“ (1662)
- „Ottaviano Cesare Agusto“ (1682)
- „Il Pausanias“ (1682)
- „Publio Elio Pertinance“ (1684)
- „Totila“ (1677)
- „Zenobio e Radamisto“ (1665)

|  | Тази страница частично или изцяло представлява превод на страницата Giovanni Legrenzi и страницата Giovanni Legrenzi в Уикипедия на английски и немски език. Оригиналните текстове, както и този превод, са защитени от Лиценза „Криейтив Комънс – Признание – Споделяне на споделеното“, а за творби, създадени преди юни 2009 година – от Лиценза за свободна документация на ГНУ. Прегледайте историята на редакциите на оригиналните страници тук и тук, за да видите списъка на техните съавтори. ВАЖНО: Този шаблон се отнася единствено до авторските права върху съдържанието на статията. Добавянето му не отменя изискването да се посочват конкретни източници на твърденията, които да бъдат благонадеждни. |